# Гербель, Сергей Николаевич
Серге́й Никола́евич Ге́рбель (1856 — 6 [19] 1939) — российский  и украинский государственный деятель, член Государственного Совета, председатель Совета министров Украинской Державы в ноябре—декабре 1918 года.

## Биография
Происходил из потомственных дворян Санкт-Петербургской губернии, потомок архитектора Н. Ф. Гербеля. Родился в 1856 году в Санкт-Петербурге в семье поэта Николая Карловича Гербеля (1837—1883) и Анны Васильевны фон-Дубельт.
Окончил Кременчугское реальное училище (1877) и Елисаветградское кавалерийское училище (1878), откуда был выпущен корнетом.
В 1883 году оставил военную службу и поселившись в Херсонской губернии, занялся общественной деятельностью. В том же году был избран гласным Херсонского уездного земского собрания и почётным мировым судьей Херсонского судебного мирового округа. В 1885 году был избран членом Херсонской уездной земской управы и гласным губернского земства. В январе 1889 был утвержден членом комитета по выдаче ссуд землевладельцам Херсонского отделения Государственного банка. В 1892 году был избран председателем Херсонской уездной земской управы, а в 1900 — председателем Херсонской губернской земской управы.
Чины: статский советник (1901), действительный статский советник (1904), гофмейстер (1909).
В 1902 году был приглашен на пост Харьковского вице-губернатора, а в следующем году — назначен и. д. Харьковского губернатора. В 1904—1912 годах был начальником Главного управления по делам местного хозяйства МВД. В этой должности содействовал земствам и городам в устройстве водопроводов, канализаций, трамвайного движения, телефонной сети и т. п. Принимал активное участие в работе Совета по делам местного хозяйства.
1 января 1912 был назначен членом Государственного совета, где примкнул к группе правых. Состоял членом Комитета попечительства о трудовой помощи. Был землевладельцем Херсонской губернии (924,5 десятины).
В годы Первой мировой войны — главноуполномоченный по снабжению продовольствием Русской армии.
С 29 мая 1918 года — представитель председателя Совета министров Украинской Державы при Главном штабе австро-венгерских войск в Одессе. С 3 июля — министр продовольствия в правительстве Ф. Лизогуба, принимал участие в составлении проекта аграрной реформы. В октябре 1918 подписал «Записку девяти» о необходимости переориентации внешней политики Украинской Державы на Антанту и установление федеративной связи с будущей небольшевистской Россией. После провозглашения «Федеративной Грамоты» 14 ноября возглавил новый кабинет, где занимал также должность министра земельных дел. После восстания и перехода власти к Директории в середине декабря был арестован в Киеве украинской республиканской властью и заключён в Лукьяновскую тюрьму. Освобождён в феврале 1919 года, выехал в Одессу.
С 1919 года — в армии А. Деникина, где состоял главноуполномоченным в продовольственных делах. Современники, в частности князь Е. Трубецкой, утверждают, что Гербель, будучи на службе у гетмана П. Скоропадского, сознательно поддерживал организацию добровольческих военных отделов на Украине, занимался саботажем, укрывательством запасов хлеба, сукна и оружия, на Черниговщине и Харьковщине. В 1919 году выехал в Германию.
В эмиграции в Югославии. Скончался в 1939 году. Похоронен на Новом кладбище Белграда.

## Награды
- Орден Святой Анны 3-й ст. (1894)
- Орден Святого Владимира 4-й ст. (1899)
- Орден Святого Станислава 1-й ст. (1906)
- Орден Святой Анны 1-й ст. (1907)
- Высочайшая благодарность (1908)
- Орден Святого Владимира 2-й ст.(1913)
- Высочайшая благодарность (1914)
- медаль «В память царствования императора Александра III»
- медаль «За труды по первой всеобщей переписи населения»
- медаль «В память 300-летия царствования дома Романовых»

## Семья
Был женат на Александре Иссидоровне Дурилиной (1861—?).